# 賽亞區
賽亞區（西班牙語：Distrito de Saylla），是秘魯的一個區，位於該國南部庫斯科大區的庫斯科省，始建於1942年1月14日，面積28.38平方公里，海拔高度3,138米，2005年人口2,635，人口密度每平方公里93人。